# Lijst van burgemeesters van Teteringen
Dit is een lijst van burgemeesters van de voormalige Nederlandse gemeente Teteringen tot die gemeente op 1 januari 1997 opging in de gemeente Breda.
| Ambtsperiode | Naam burgemeester                              | Partij of stroming                            | Bijzonderheden                                                      |
| ------------ | ---------------------------------------------- | --------------------------------------------- | ------------------------------------------------------------------- |
| 1832 - 1834  | Pieter van Ginneken                            |                                               |                                                                     |
| 1835 - 1852  | Jacobus (J.) van Ginneken (1809-1863)          |                                               |                                                                     |
| 1852 - 1862  | A.H. van Dijck                                 |                                               |                                                                     |
| 1862 - 1886  | E. Oomen                                       |                                               |                                                                     |
| 1886 - 1901  | Laurentius Johannes Verdaasdonk                |                                               |                                                                     |
| 1901 - 1911  | jhr. François Emile Marie van Sasse van Ysselt |                                               |                                                                     |
| 1911 - 1921  | Christiaan Verdaasdonk                         |                                               |                                                                     |
| 1921 - 1935  | Gerard Marie Sutorius                          | Algemeene Bond van RK-kiesverenigingen / RKSP | eerder burgemeester van Monster, later burgemeester van Princenhage |
| 1935 - 1958  | W.A.J. van der Meulen                          |                                               | tevens burgemeester van Terheijden (van 1921 tot 1958)              |
| 1958 - 1959  | L.P. van Gils                                  |                                               | kort na ontslag veroordeeld                                         |
| 1959 - 1960  | Frans (F.A.J.) van Oers                        |                                               | waarnemend; burgemeester van Oosterhout                             |
| 1960 - 1972  | F.M. Bloemen                                   | KVP                                           |                                                                     |
| 1972 - 1983  | Ton (A.M.J.C.) Aarts                           | KVP / CDA                                     |                                                                     |
| 1984 - 1997  | Arnold (A.H.A.) van den Berg                   | CDA                                           |                                                                     |